# (38458) 1999 TP12
1999 تي بي 12 (ويعرف أيضًا باسم (38458) 1999 تي بي 12 وفق تسمية الكوكب الصغير) (بالإنجليزية: 1999 TP12)‏ هو كويكب ضمن حزام الكويكبات؛ وترتيبه 38458 من حيث الاكتشاف.
اكتُشف هذا الجُرم الفلكي بواسطة Paul G. Comba ‏ في 12 أكتوبر 1999.

## وصلات خارجية
- (38458) 1999 TP12 في قاعدة بيانات مختبر الدفع النفاث لأجرام النظام الشمسي الصغيرة

- الاكتشاف · مخطط المدار ·  العناصر المدارية · المعلمات المادية

- (38458) 1999 TP12 على موقع ويكي سكاي: DSS2, SDSS, GALEX, IRAS, Hydrogen α, X-Ray, Astrophoto, Sky Map, Articles and images